# 高尾憲司
高尾 憲司（たかお けんじ、1975年3月23日 - ）は、日本の男子陸上競技元選手・指導者。京都府綴喜郡田辺町（現・京田辺市）出身。

## 経歴
1987年4月、田辺町立田辺中学校（現・京田辺市立田辺中学校）入学後、陸上部に入部。
1990年4月、宇治高等学校（現・立命館宇治高等学校）入学。
宇治高校在学時、全国高等学校駅伝競走大会では1年(1990年・第41回)にアンカー(区間5位:15分01秒)、2年(1991年・第42回)に1区(区間40位:32分16秒)出走。3年の宮崎インターハイ(1992年)では1500mで2位入賞(3分50秒00)。
1993年2月、姫路城10マイルロードレースで10マイル日本高校最高記録を樹立(47分46秒)。同年3月、宇治高校卒業。
1993年4月、宮崎県延岡市の旭化成に入社、陸上競技部へ入部（ただし高校卒業後は当初入試合格の関東学院大学へ進学予定だったが、急遽同大学の入学を辞退）。
毎年元日開催のニューイヤー駅伝で、区間賞4回獲得、旭化成チームとして優勝4回。
1994年4月24日、兵庫リレーカーニバル10000mでジュニア日本新記録樹立(28分20秒78)。
1994年5月28日、第5回ゴールデンゲームズin延岡5000mでジュニア日本新記録樹立(13分35秒2)。
1994年7月20日、第5回世界ジュニア陸上競技選手権大会10000mで銀メダル獲得(28分55秒24、金メダルはダニエル・コーメン)、7月24日、5000mで5位入賞。
1995年8月5日の世界陸上イェーテボリ大会は男子10000m予選1組14位で予選落ち(28分47秒01)。
1997年5月、第2回東アジア競技大会男子10000m、銀メダル獲得(29分29秒08)。
1997年10月、日本陸上競技選手権大会10000mで2位入賞(28分03秒33)。
1998年10月、日本陸上競技選手権大会10000mで優勝(28分15秒94)。
1998年12月のバンコクアジア競技大会男子10000m優勝、金メダルを獲得。翌1999年3月、文部（現・文部科学）大臣賞受賞。
初マラソンの1999年2月7日の別府大分毎日マラソンは10kmと36km付近で2回転倒、終盤失速し結局6位(2時間11分31秒)に終わった。
1999年8月24日の世界陸上セビリア大会男子10000m決勝は、入賞に届かず18位(28分49秒95)。
2001年1月と2004年2月に右足アキレス腱を2度手術など故障が回復せず、オリンピック代表入りは果たせなかった。
2005年8月に旭化成陸上部を退部、同年11月旭化成退社し現役引退。
2006年1月「Runnning Club Blooming」設立（2009年5月「（株）ブルーミング」に名義変更）。ランニング教室開催の傍らで、一般市民ランナーとして湘南国際マラソン・泉州国際市民マラソン等に出場。
2008年4月、大阪産業大学（人間環境学部スポーツ健康学科）入学、2012年3月、大阪産業大学（人間環境学部スポーツ健康学科）卒業。
2011年4月、大阪桐蔭高等学校駅伝部（現・陸上部）コーチ就任（2013年5月退任）。
2013年5月、立命館大学男子陸上部・長距離パート部の中長距離コーチに転任。
2014年4月、立命館大学・大学院（スポーツ健康科学研究科）入学（ただし2015年度1年間休学、2016年度より復学）。
2015年1月、（株）ブルーミング・代表から顧問へ異動（大阪産業大学在籍時よりスタッフの濱口幹太が同代表に就任）。
2016年9月、リオデジャネイロパラリンピック女子マラソン（視覚障害）で5位の近藤寛子（滋賀銀行）、伴走役・日野未奈子（立命館大学）の指導者として、現地ブラジルへ同行。
2018年11月25日開催の第8回大阪マラソンにおいて、お笑い芸人のブラックマヨネーズ・小杉竜一のコーチ指導を、同年10月上旬より1か月半ほど担当。マラソン本番での高尾は伴走役を務めたが、小杉の体重110Kgと及び体脂肪率45％をも超える超肥満体が災いし、さらには小杉の足の故障悪化が響いて、30.6Kmの関門地点で通過する事が出来ず、結局此処でリタイアに終わった。

## 自己記録
- 1500m 3分46秒17 （神奈川国民体育大会・1998年10月27日）
- 5000m 13分34秒55 （ゴールデンゲームin延岡・1998年5月23日）
- 10000m 27分56秒05 （日本陸上競技選手権大会・1995年6月10日）
- 20km 1時間00分39秒 （大分合同ロードレース・2003年1月13日）
- ハーフマラソン 1時間02分08秒 （東京シティハーフマラソン・1996年1月19日）
- マラソン 2時間11分31秒 （別府大分毎日マラソン・1999年2月7日）